# Königsberger Schulplan

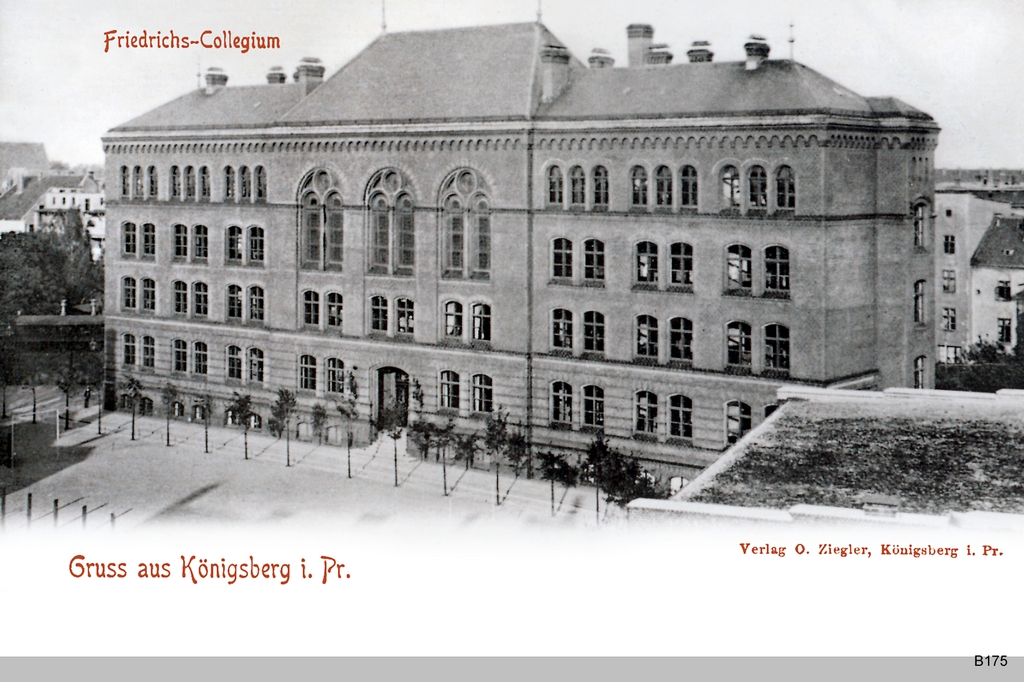
Collegium Fridericianum bzw. Friedrichs-Kollegium in Königsberg

Der Königsberger Schulplan wurde als interne Denkschrift (Ueber die mit dem Königsbergischen Schulwesen vorzunehmenden Reformen, Ende Juli/Anfang August 1809) ebenso wie der damit zeitlich und sachlich zusammenhängende Litauische Schulplan im Herbst 1809 von Wilhelm von Humboldt kurz nach seiner Ernennung zum Sektionsleiter für Kultus und Unterricht im preußischen Innenministerium verfasst. Er beinhaltet sein Modell eines gestuften allgemeinbildenden Bildungssystems und sollte im Rahmen der Preußischen Reformen den Staat erneuern helfen. Nach König Friedrich Wilhelm III. sollte Preußen seine physischen Verluste durch geistige Leistungen ausgleichen. Die zwei kurzen Schriften handeln von Problemen, die Humboldt als amtlichem Schulvisitator auffielen. So kritisiert er den unzulänglichen Zustand der Schulen in Ostpreußen und führt die Vorstellungen des Neuhumanismus aus.

## Humboldts Bildungstheorie
Humboldt hat in seinem Gesamtwerk eine Bildungstheorie des Individuums entwickelt: Bildung ist für ihn der unabschließbare Weg des Individuums zu sich selbst, die Verknüpfung des Ichs mit der Welt, die „höchste und proportionierlichste Bildung seiner Kräfte zu einem Ganzen“, zur allgemeinen Humanität. Die Sprache hat unter allen möglichen Weltinhalten eine Sonderstellung inne, da sie zugleich das menschliche Medium allgemeiner Verständigung und individuellen Ausdrucks und eigener Schöpfung ist. Wer die Form der Sprache erfasst, gelangt in die Mitte des Menschlichen. Humboldt weist daher dem Studium der Sprachen, besonders der alten, einen pädagogischen Vorrang zur Entwicklung von Humanität zu. Zurück weist Humboldt eine Pädagogik, die ihren Sinn in bloßer Nützlichkeit für einen späteren Beruf (Berufsbildung) oder in partikularer Standeserziehung sieht. Humboldt lehnt daher realistische Bildung in Mittel- und Realschulen, Bürgerschulen oder frühzeitig beruflich orientierten Schulen ab. Die Schule steht konsequenterweise auch jedem Menschen offen. Humboldt war allerdings realistisch genug, das Utopische dieser Konzeption in seiner Zeit zu sehen, und war sich klar, dass materielle Grenzen dem Schulbesuch aller entgegenstanden. Eine Einheitsschule, in der die Kinder seines adligen Standes und die der einfachen Menschen nebeneinander säßen, war außerhalb seiner Vorstellung.

## Allgemeine Menschenbildung
Humboldt tritt für eine Schulbildung ein, die jedem Kind die Chance zur Entfaltung seiner Menschlichkeit bietet. Eine vorzeitige Prägung für die beruflichen und gesellschaftlichen Lebensaufgaben lehnt er ab:
„Alle Schulen aber, deren sich nicht ein einzelner Stand, sondern die ganze Nation oder der Staat für diese annimmt, müssen nur allgemeine Menschenbildung bezwecken. Was das Bedürfnis des Lebens oder eines einzelnen seiner Gewerbe erheischt, muß abgesondert und nach vollendetem allgemeinen Unterricht erworben werden. Wird beides vermischt, so wird die Bildung unrein, und man erhält weder vollständige Menschen noch vollständige Bürger einzelner Klassen.“ (Der litauische Schulplan)
Sehr utopisch klingt seine Vorstellung vom Griechisch lernenden späteren Tischler, wichtig ist für Humboldt aber der Ansatz einer gleichen Menschen- und Gemütsbildung für alle, wovon er sich eine bessere Sozialität verspricht:
„Denn der gemeinste Tagelöhner und der am feinsten Ausgebildete muß in seinem Gemüt ursprünglich gleichgestimmt werden, wenn jener nicht unter der Menschenwürde roh und dieser nicht unter der Menschenkraft sentimental, schimärisch und verschroben werden soll... Auch Griechisch gelernt zu haben könnte auf diese Weise dem Tischler ebenso wenig unnütz sein, als Tische zu machen dem Gelehrten.“ (Der litauische Schulplan).

## Kein gegliedertes Schulwesen
Daher kann es nur eine weiterführende Schulform geben, das Gymnasium, doch daneben keine Mittelschulen (heute Haupt- und Realschulen), die bereits mit Blick auf den künftigen Beruf von der Aufgabe ablenken, eine formale Übung der geistigen Kräfte vorzunehmen. Alle inhaltlichen Kenntnisse sollen auf die spätere Berufsausbildung in Spezialschulen verschoben werden:
„Allein auch in dieser ... Absicht, daß die Mittelschulen für diejenigen, die auf höheren Unterricht Verzicht leisten, bestimmt sein sollen, bestreite ich dieselben. Da … die Bestimmung eines Kindes oft sehr lange unentschieden bleibt, so bringen sie den Nachteil hervor, daß leicht Verwechslungen vorgehen, der künftige Gelehrte zu lange in Mittelschulen, der künftige Handwerker zu lange in gelehrten verweilt und daraus Verbildungen entstehen. Allein man vermischt auf diese Weise immer auf eine klägliche Weise die vom Schulunterricht allemal zu fordernde allgemeine Übung der Hauptkräfte des Geistes und die Einsammlung der künftig notwendigen Kenntnisse, welche zum wirklichen Leben vorbereitet, da es hingegen allgemeiner Grundsatz sein sollte: Die Übung der Kräfte … vollständig ... vorzunehmen, alle Kenntnisse aber, die sie überhaupt wenig oder zu einseitig befördern ... vom Schulunterricht auszuschließen und dem Leben die speziellen Schulen vorzuhalten.“
Humboldt sieht aber die soziale Realität, die Dauer und Qualität der Schulen wird weiter vom Geldbeutel abhängen. Dies zu ändern, war allenfalls eine ferne Utopie.
„Auf diese Weise sehe ich keinen Mangel, dem durch eine Mittelschule abgeholfen werden müßte. Der ganz Arme schulte seine Kinder in die wohlfeilsten oder unentgeltlichen Elementarschulen, der weniger Arme in die besseren oder wenigsten teureren. Wer noch mehr anwenden könnte, besuchte die gelehrten Schulen, bliebe bis zu höheren Klassen oder schiede vorher aus …“ (Der Königsberger Schulplan)

## Die Schulstufen und Lehrinhalte
Humboldt unterscheidet im Königsberger Schulplan drei aufeinanderfolgende Stufen des Schulgangs, die sich nur am Alter und am Zweck der Bildung orientieren:
- Elementarunterricht	(= Grundschule, orientiert an Johann Heinrich Pestalozzis „Methode“)
- Schulunterricht		(= humanistisches Gymnasium)
- Universitätsunterricht	(nach der obligatorischen Reifeprüfung)

Als Aufgabe der Elementarschule stellte Humboldt in einem Bericht an den König Folgendes fest:
„Hierdurch bestimmten sich nun auch die Gegenstände des Unterrichts: Der Schüler wird durch die Leibesübungen gestärkt und entwickelt, Auge und Ohr durch Zeichnen und Musik zur Richtigkeit und Freiheit gewöhnt, der Kopf durch die Zahlenverhältnisse, von denen das Rechnen ein Teil ist, durch die Größenverhältnisse, wobei die Elemente der Mathematik vorkommen, durch eine richtige Kenntnis der Muttersprache, die vorzüglich darauf hingeht, daß das Kind bei jedem Wort einen bestimmten klaren Begriff habe, Kopf und Herz endlich durch Religionsunterricht und die Entwicklung der natürlichen sittlichen Gefühle gebildet. Lesen und Schreiben sind dann eine natürliche Zugabe teils zum Sprach-, teils zum Zeichenunterricht ...“ (Bericht der Sektion des Kultus und Unterrichts)
Den Unterrichtsgegenstand des Gymnasiums sollte das „Klassische“ bilden, das geeignet war, den Bildungsvorgang zu unterstützen. Dies leistete für Humboldt:
- der „gymnastische Unterricht“ (d. h. Leibeserziehung)
- der „ästhetische Unterricht“ (d. h. Musik, Kunst)
- der „didaktische Unterricht“ (d. h. wissenschaftspropädeutisch): Mathematik, Geschichte mit ein wenig Naturgeschichte, Sprachen (Deutsch, Griechisch, Latein)

Dabei entwickelte Humboldt die gegenwärtig so aktuelle Formulierung vom Lernen des Lernens, während der Stoff nur ein Hilfsmittel auf dem Weg zur Wissenschaft bleibt:
„Der Zweck des Schulunterrichts ist die Übung der Fähigkeiten und die Erwerbung der Kenntnisse, ohne welche wissenschaftliche Einsicht und Kunstfertigkeit unmöglich ist. Beide sollen durch ihn vorbereitet, der junge Mensch soll in Stand gesetzt werden, den Stoff ... teils jetzt schon wirklich zu sammeln, teils künftig nach Gefallen sammeln zu können und die intellektuell-mechanischen Kräfte auszubilden. Er ist also auf doppelte Weise, einmal mit dem Lernen selbst, dann mit dem Lernen des Lernens beschäftigt… Der Schüler ist reif, wenn er so viel bei andern gelernt hat, daß er nun für sich selbst zu lernen im Stande ist'...“ (Der Königsberger Schulplan)
Über die Hälfte der Unterrichtszeit wurde auf altsprachlichen Unterricht verwandt. Das Curriculum erstellte allerdings erst 1816 Humboldts Mitarbeiter Süvern.

## Lehrerbildung
Auch in den Elementarschulen sollten speziell ausgebildete Lehrer unterrichten, daher beauftragte Humboldt Carl August Zeller mit der Gründung eines „Normalinstituts“ in Königsberg (Ostpreußen). Als Lehrer am Gymnasium sollten nicht mehr gelehrte Theologen etc. wirken, sondern in speziellen Lehrerseminaren nach dem Vorbild von Friedrich August Wolf oder Friedrich Gedike ausgebildete Pädagogen. Die neue Berliner Friedrich-Wilhelms-Universität sollte dies leisten mit der Klassischen Philologie als Bildungskern. Auch in der Universität sollte weniger eine beruflich orientierte Ausbildung erfolgen als der Abschluss der formalen Bildung. Danach erst sollten Spezialkenntnisse für die verschiedenen Berufe vermittelt werden.

## Späte Veröffentlichung
Unter den Titeln Königsberger Schulplan und Litauischer Schulplan hat der konservative Pädagoge Eduard Spranger 1910 die bis dahin unveröffentlichten Schriften von Humboldt herausgegeben und kommentiert. Erst sie bildeten die Grundlage des Begriffs vom Humboldtschen Gymnasium im Sinne des Neuhumanismus. Zumindest den engeren Mitarbeitern Humboldts waren die darin enthaltenen Gedanken jedoch bekannt.

## Wirkung
Bereits Humboldts Mitarbeiter konnten nicht alle Ideen mittragen, so utopisch klangen sie. Das frühe Ausscheiden Humboldts aus seiner Staatsfunktion führte zu einigen Kompromissen in der Umsetzung. So wurde das bestehende Schulsystem, dessen Finanzierung oft durch städtische Patronate erfolgte, nicht fundamental verändert, sondern nur vorsichtig reformiert. Das Latein blieb als übliche Wissenschaftssprache wichtiger als das von Humboldt favorisierte Griechisch. Die Mittel- und Bürgerschulen behielten ihre Stellung. Die Volksschule blieb von den privaten Vorschulen für die Gymnasien streng getrennt. Das humanistische Gymnasium errang zwar ein hohes Ansehen für die Bildungselite, musste aber die Zugangsberechtigung zur Universität über die Reifeprüfung (heute auch umgangssprachlich Abitur genannt, amtlich jedoch seit der Kultusministerkonferenz-Vereinbarung 1972 Allgemeine Hochschulreife, diese wird regelmäßig nach der erfolgreichen Abiturprüfung extra erteilt) nach den preußischen Schulkonferenzen (Dezember-Konferenz 1890, Juni-Konferenz 1900) mit anderen Gymnasialtypen teilen. Vor allem die Geringschätzung von berufspraktischer und technischer Bildung ist ein Erbe Humboldts, dem die moderne Pädagogik Alternativen entgegenstellte.